# Хелми, Джордж
Джордж Самир Хелми (англ. George Samir Helmy; род. 27 октября 1979, Джерси-Сити, Нью-Джерси) — американский политик, сенатор США от штата Нью-Джерси (2024 год), член Демократической партии.

## Биография
Сын иммигрантов из Египта, учился в государственных школах Нью-Джерси, получил степень бакалавра в Ратгерском университете. Позднее получил степень магистра в Гарвардском университете, работал в двух крупных компаниях, владел собственным мелким бизнесом.
До 2011 года был зарегистрирован как республиканец. В 2012 году стал помощником сенатора Фрэнка Лотенберга, скончавшегося в 2013 году. С 2019 года являлся главой администрации губернатора штата, в 2023 году вошёл в руководство крупнейшего в Нью-Джерси частного медицинского центра RWJBarnabas Health (около 40 тыс. занятых, включая 1000 врачей) — занял должность исполнительного вице-президента, отвечал за внешние связи.
После отставки 20 августа 2024 года сенатора от Нью-Джерси Боба Менендеса губернатор штата Фил Мёрфи назначил бывшего главу своей администрации Джорджа Хелми сенатором на срок до выборов в Сенат США 5 ноября 2024 года, сразу после утверждения результатов которых намерен назначить на этот пост победителя.
9 сентября 2024 года Хелми был приведён к присяге временным президентом Сената Пэтти Мюррей (вице-президент Камала Харрис в это время находилась в Питтсбурге и готовилась к дебатам со своим соперником на президентских выборах Дональдом Трампом) и официально вступил в должность. Первый христианин коптского вероисповедания в должности сенатора США.
8 декабря 2024 года ушёл в отставку, после чего губернатор Мёрфи назначил на его место избранного в ноябре сенатором от Нью-Джерси Энди Кима.